# 上名手村
上名手村（かみなてむら）は、和歌山県那賀郡にあった村。現在の紀の川市の北東端、和歌山線・名手駅の北東一帯にあたる。

## 地理
- 山岳：和泉葛城山、成高峯

## 歴史
- 1889年（明治22年）4月1日 - 町村制の施行により、切畑村・平野村・名手上村・名手下村・江川中村・西野山村の区域をもって発足。
- 1955年（昭和30年）7月1日 - 狩宿村・麻生津村・名手町および王子村の一部（大字名手西野・後田・池田垣内・西ノ芝）と合併して那賀町が発足。同日上名手村廃止。